# Góra Igliczna
Góra Igliczna (niem. Spitzberg) – osada w Polsce, położona w województwie dolnośląskim, w powiecie kłodzkim, w gminie Bystrzyca Kłodzka.

## Opis
Góra Igliczna to mała osada leżąca w Masywie Śnieżnika, na południowym stoku Iglicznej, około 300 m od szczytu, na wysokości około 750–780 m n.p.m.
W osadzie znajduje się Sanktuarium „Maria Śnieżna” oraz schronisko „Na Iglicznej”.
W latach 1975–1998 miejscowość administracyjnie należała do województwa wałbrzyskiego.
Do 2008 r. miejscowość była przysiółkiem wsi Wilkanów; do 2015 r. osadą wsi Wilkanów. Od 2016 r. jest osadą podległą pod Wilkanów.

## Historia
Igliczna od dawna była celem pielgrzymek, po roku 1750 w miejscu obecnej osady istniała drewniana kapliczka. W 1781 roku rozpoczęto tu budowę sanktuarium maryjnego. W 1821 roku kościół powiększono i utworzono Drogę Krzyżową, wiodącą na szczyt góry. W tym samym czasie wzniesiono plebanię, a w 1880 roku gospodę dla pielgrzymów. W 1950 roku w budynku gospody utworzono schronisko „Na Iglicznej”.

## Szlaki turystyczne
Przez miejscowość przechodzą znakowane szlaki turystyczne:
- - z Wilkanowa do Międzygórza,
- - z Bystrzycy Kłodzkiej do Międzygórza.